# Твердотельный лазер
Твердоте́льный ла́зер — лазер, в котором в качестве активной среды используется вещество, находящееся в твёрдом состоянии (в отличие от газов в газовых лазерах и жидкостей в лазерах на красителях).

## Описание
Разновидностями твердотельного лазера являются волоконный лазер и полупроводниковый лазер, разновидностью которого являются лазерные диоды. К твердотельным относятся также лазеры, в которых в качестве активной среды используются различные стёкла (неодимовое стекло) и кристаллы, активированные редкоземельными элементами — алюмоиттриевый гранат, легированный неодимом, и синтетический рубин.
К твёрдотельным лазерам также относятся лазеры на жидких красителях, заключённых в микропористые стёкла.

## История
В 1960 году Теодор Майман создал первый в мире лазер на рубине, накачка которого осуществлялась излучением импульсной газоразрядной лампы. Таким образом, первый работающий лазер был твердотельным.